# Dornier Do 18
Dornier Do 18 là một phát triển từ mẫu tàu bay Do 16. Nó được trang bị cho Luftwaffe (không quân Đức), nhưng hãng hàng không Lufthansa cũng mua 5 chiếc và dùng để thử nghiệm tuyến đường bay liên lục địa giữa Azores và Bắc Mỹ vào năm 1936. Ngoài ra nó còn được dùng làm máy bay chở bưu phẩm vượt Bắc Đại Tây Dương giai đoạn 1937-39.
Vào các ngày 27–29 thang 3, 1938, một chiếc "Do 18 W" đã thiết lập một kỷ lục thủy phi cơ bay thẳng không nghỉ trên tuyến đường dài 8.391 km (5.214 mi) từ Start Point, Devon tới Caravelas ở Brazil.

## Biến thể

### Dân sự
Do 18E
Do 18F
Do 18L

### Quân sự
Do 18D
Do 18G
Do 18H
Do 18N

## Quốc gia sử dụng
- Germany
  - Lufthansa
  - Luftwaffe

## Tính năng kỹ chiến thuật (Do 18D-1)
Dữ liệu lấy từ The Do 18...Dornier's Whale Calf 
Đặc điểm tổng quát
- Kíp lái: 4
- Chiều dài: 19,23 m (63 ft 1 in)
- Sải cánh: 23,70 m (77 ft 9 in)
- Chiều cao: 5,32 m (17 ft 5¾ in)
- Diện tích cánh: 98,0 m² (1.055 ft²)
- Trọng lượng rỗng: 6.680 kg (14.727 lb)
- Trọng lượng cất cánh tối đa: 8.500 kg (18.739 lb)
- Động cơ: 2 × Junkers 205C-4, 451 kW (động cơ C) (605 hp)  mỗi chiếc

 Hiệu suất bay 
- Vận tốc cực đại: 250 km/h (135 knot, 155 mph) trên mực nước biển
- Vận tốc hành trình: 190 km/h (103 knot, 118 mph)
- Tầm bay: 3.500 km (1.890 hải lý, 2.175 mi)
- Trần bay: 4.350 m (14.270 ft)
- Lên độ cao 1.000 m (3.300 ft): 7,5 phút

Trang bị vũ khí

- Súng: súng máy MG 15 7,92 mm
- Bom: 2 quả bom 50 kg (110 lb)